# Niendorf (Ihlow)
Niendorf is een plaats in de Duitse deelstaat Brandenburg, ten zuiden van de hoofdstad Berlijn. Tot 31 december 2001 was Niendorf een zelfstandige gemeente. Sindsdien is het een Ortsteil van de gemeente Ihlow.

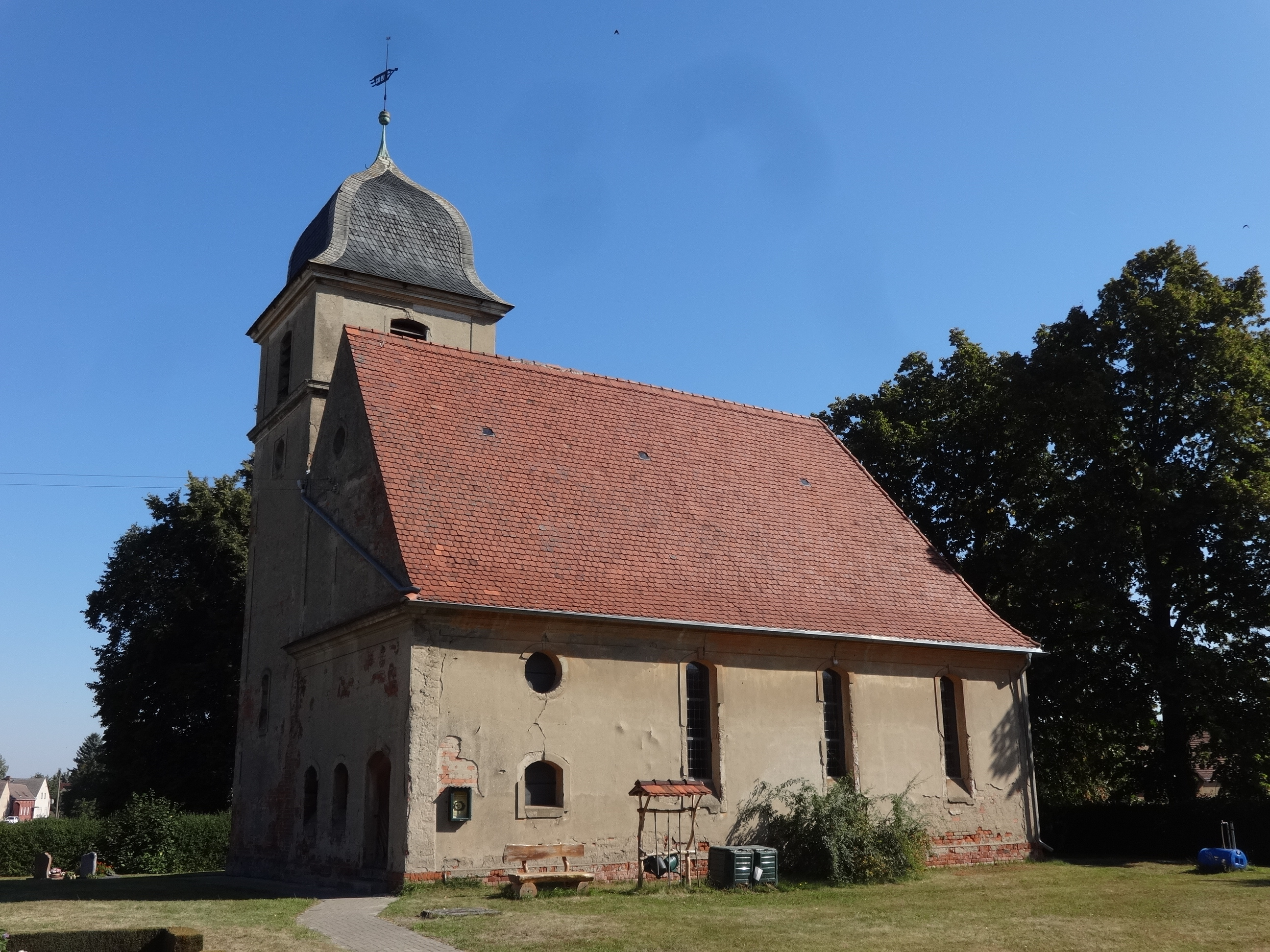
De kerk van Niendorf

Bollensdorf · Ihlow · Illmersdorf · Mehlsdorf · Niendorf · Rietdorf